# 朵兒伯多黑申
朵兒伯多黑申，十三世紀蒙古帝國將軍，出身朵儿边氏（后来的杜尔伯特）。一些学者认为他就是大蒙古国开国功臣（千户）第65位朵里不合。
他的生平少為人知，主要见于《蒙古秘史》。他曾在1217年受命攻打反抗成吉思汗的林中百姓秃马惕部（后来的土默特部），女酋長孛脫灰塔兒渾曾扣留成吉思汗一名萬戶長豁兒赤和斡亦剌惕部首領忽都合別乞，並殺死了他的一位軍事指揮官博爾忽。
為了欺騙敵人，朵兒伯多黑申派遣了部分分遣隊前往禿馬惕部守衛的土地，並帶領其餘的軍隊沿野牛活動之小路前進。戰士們拿著斧頭、鋸子和鑿子，為自己鑿出一片空地，直到他們爬上了其中一座山的山頂，從那裡可以看到禿馬惕部營地。他的攻擊出乎意料且迅速，禿馬惕人很快被降服，豁兒赤和忽都合別乞被釋族，朵兒伯多黑申把一百個禿馬惕人送給博兒忽家人作補償。
對朵兒伯多黑申進一步提及可以追溯到蒙古人征服中亞的時期：特別是，從《蒙古秘史》中可以瞭解到，他參與了對花剌子模城市的襲擊。印度河之戰以花剌子模沙赫札蘭丁的逃亡而告終，朵兒伯多黑申和千戶長八剌扯兒必受命率領一支分隊追捕他，然而，由於在木爾坦城附近失去了札蘭丁的蹤跡，兩位指揮官被迫折返，沿途蹂躪了一些印度德里蘇丹國土地。其子也的迷失。

## 传记资料
- 《蒙兀兒史記》卷第廿八 列传第十
- 《新元史》卷128 列传第二十五